# Thera lienigiaria
Thera lienigiaria är en fjärilsart som beskrevs av Lederer 1853. Thera lienigiaria ingår i släktet Thera och familjen mätare. Inga underarter finns listade i Catalogue of Life.